# Borăuți, Cozmeni
Borăuți (în ucraineană Борівці, transliterat: Borivți și în germană Boroutz) este un sat reședință de comună în raionul Cozmeni din regiunea Cernăuți (Ucraina). Are 1,601 locuitori, preponderent ucraineni (ruteni).
Satul este situat la o altitudine de 239 metri, pe malul pârâului Sovița, în partea de nord a raionului Cozmeni.

## Istorie
Localitatea Borăuți a făcut parte încă de la înființare din regiunea istorică Bucovina a Principatului Moldovei. Prima atestare documentară a localitații datează din 23 februarie 1448. În ianuarie 1775, ca urmare a atitudinii de neutralitate pe care a avut-o în timpul conflictului militar dintre Turcia și Rusia (1768-1774), Imperiul Habsburgic (Austria de astăzi) a primit o parte din teritoriul Moldovei, teritoriu cunoscut sub denumirea de Bucovina. După anexarea Bucovinei de către Imperiul Habsburgic în anul 1775, localitatea Borăuți a făcut parte din Ducatul Bucovinei, guvernat de către austrieci, făcând parte din districtul Zastavna (în germană Zastawna). Din 1861, funcționa la Borăuți o școală cu 4 clase.
După Unirea Bucovinei cu România la 28 noiembrie 1918, satul Borăuți a făcut parte din componența României, în Plasa Șipenițului a județului Cernăuți. Pe atunci, majoritatea populației era formată din ucraineni.
Ca urmare a Pactului Ribbentrop-Molotov (1939), Bucovina de Nord a fost anexată de către URSS la 28 iunie 1940, reintrând în componența României în perioada 1941-1944. Apoi, Bucovina de Nord a fost reocupată de către URSS în anul 1944 și integrată în componența RSS Ucrainene. 
Începând din anul 1991, satul Borăuți face parte din raionul Cozmeni al regiunii Cernăuți din cadrul Ucrainei independente. Conform recensământului din 1989, din 1.619 locuitori ai satului, 1.614 s-au declarat ucraineni și cinci ruși . În prezent, satul are 1.601 locuitori, preponderent ucraineni.

## Demografie
Componența lingvistică a comunei Borăuți
     Ucraineană (99,56%)
     Alte limbi (0,37%)
Conform recensământului din 2001, majoritatea populației comunei Borăuți era vorbitoare de ucraineană (99,56%), existând în minoritate și vorbitori de alte limbi.
1989: 1.619 (recensământ)
2007: 1.601 (estimare)

### Recensământul din 1930
Componența etnică a comunei Borăuți (județul Cernăuți)
     Ruteni (92,03%)
     Evrei (6,48%)
     Altă etnie (1,49%)
Componența confesională a comunei Borăuți
     Ortodocși (92,89%)
     Mozaici (6,48%)
     Altă religie (0,63%)
Conform recensământului efectuat în 1930, populația comunei Borăuți se ridica la 1.758 locuitori. Majoritatea locuitorilor erau ruteni (90,03%), cu o minoritate de evrei (6,48%). Alte persoane s-au declarat: români (17 persoane), polonezi (1 persoană) și germani (2 persoane). Din punct de vedere confesional, majoritatea locuitorilor erau ortodocși (92,89%), dar existau și mozaici (6,48%). Alte persoane au declarat: baptiști (7 persoane), greco-catolici (3 persoane) și romano-catolici (1 persoană).